# Кім Хьон Чо
Кім Хьон Чо (кор. 김 형주; нар. 12 вересня 1984, Кьонсан (північна провінція)) — південнокорейська борчиня вільного стилю, чотириразова бронзова призерка чемпіонатів Азії, срібна та дворазова бронзова призерка Азійських ігор, учасниця двох Олімпійських ігор.

## Біографія
Боротьбою почала займатися з 2003 року. Виступала за борцівський клуб Чханвона, Кьонсан (південна провінція).

## Спортивні результати на міжнародних змаганнях

### Виступи на Олімпіадах
| Змагання                    | Збірна         | Вагова категорія          | Місце |
| --------------------------- | -------------- | ------------------------- | ----- |
| Літні Олімпійські ігри 2008 | Південна Корея | жіноча боротьба, до 48 кг | 8     |
| Літні Олімпійські ігри 2012 | Південна Корея | жіноча боротьба, до 48 кг | 13    |

### Виступи на Чемпіонатах світу
| Змагання                        | Збірна         | Вагова категорія          | Місце |
| ------------------------------- | -------------- | ------------------------- | ----- |
| Чемпіонат світу з боротьби 2006 | Південна Корея | жіноча боротьба, до 48 кг | 21    |
| Чемпіонат світу з боротьби 2007 | Південна Корея | жіноча боротьба, до 48 кг | 18    |
| Чемпіонат світу з боротьби 2009 | Південна Корея | жіноча боротьба, до 51 кг | 13    |
| Чемпіонат світу з боротьби 2010 | Південна Корея | жіноча боротьба, до 48 кг | 10    |
| Чемпіонат світу з боротьби 2013 | Південна Корея | жіноча боротьба, до 51 кг | 16    |
| Чемпіонат світу з боротьби 2017 | Південна Корея | жіноча боротьба, до 53 кг | 17    |
| Чемпіонат світу з боротьби 2018 | Південна Корея | жіноча боротьба, до 50 кг | 15    |
| Чемпіонат світу з боротьби 2019 | Південна Корея | жіноча боротьба, до 53 кг | 22    |
| Чемпіонат світу з боротьби 2022 | Південна Корея | жіноча боротьба, до 57 кг | 14    |

### Виступи на Чемпіонатах Азії
| Змагання                       | Збірна         | Вагова категорія          | Місце  |
| ------------------------------ | -------------- | ------------------------- | ------ |
| Чемпіонат Азії з боротьби 2004 | Південна Корея | жіноча боротьба, до 51 кг | Бронза |
| Чемпіонат Азії з боротьби 2006 | Південна Корея | жіноча боротьба, до 48 кг | Бронза |
| Чемпіонат Азії з боротьби 2008 | Південна Корея | жіноча боротьба, до 48 кг | 8      |
| Чемпіонат Азії з боротьби 2009 | Південна Корея | жіноча боротьба, до 51 кг | 5      |
| Чемпіонат Азії з боротьби 2012 | Південна Корея | жіноча боротьба, до 51 кг | Бронза |
| Чемпіонат Азії з боротьби 2017 | Південна Корея | жіноча боротьба, до 53 кг | Бронза |
| Чемпіонат Азії з боротьби 2018 | Південна Корея | жіноча боротьба, до 50 кг | 5      |
| Чемпіонат Азії з боротьби 2019 | Південна Корея | жіноча боротьба, до 53 кг | 5      |
| Чемпіонат Азії з боротьби 2021 | Південна Корея | жіноча боротьба, до 55 кг | Бронза |
| Чемпіонат Азії з боротьби 2022 | Південна Корея | жіноча боротьба, до 57 кг | 6      |

### Виступи на Азійських іграх
| Змагання           | Збірна         | Вагова категорія          | Місце  |
| ------------------ | -------------- | ------------------------- | ------ |
| Азійські ігри 2006 | Південна Корея | жіноча боротьба, до 48 кг | Срібло |
| Азійські ігри 2010 | Південна Корея | жіноча боротьба, до 48 кг | Бронза |
| Азійські ігри 2018 | Південна Корея | жіноча боротьба, до 50 кг | Бронза |

### Виступи на інших змаганнях
| Змагання                                                       | Збірна         | Вагова категорія          | Місце  |
| -------------------------------------------------------------- | -------------- | ------------------------- | ------ |
| Чемпіонат світу з боротьби серед студентів 2005                | Південна Корея | жіноча боротьба, до 48 кг | 5      |
| Олімпійський кваліфікаційний турнір з боротьби 2008 (Едмонтон) | Південна Корея | жіноча боротьба, до 48 кг | Срібло |
| Олімпійський кваліфікаційний турнір з боротьби 2012 (Астана)   | Південна Корея | жіноча боротьба, до 48 кг | Золото |
| Золотий Гран-прі з боротьби 2016                               | Південна Корея | жіноча боротьба, до 53 кг | 10     |
| Турнір Дана Колова — Николи Петрова 2017                       | Південна Корея | жіноча боротьба, до 53 кг | 5      |
| Турнір міста Сассарі з боротьби 2019                           | Південна Корея | жіноча боротьба, до 53 кг | Срібло |
| Азійський олімпійський кваліфікаційний турнір з боротьби 2021  | Південна Корея | жіноча боротьба, до 53 кг | 4      |

### Виступи на змаганнях молодших вікових груп
| Змагання                                     | Збірна         | Вагова категорія          | Місце  |
| -------------------------------------------- | -------------- | ------------------------- | ------ |
| Чемпіонат Азії з боротьби серед юніорів 2004 | Південна Корея | жіноча боротьба, до 48 кг | Бронза |
| Чемпіонат Азії з боротьби серед юніорів 2004 | Південна Корея | вільна боротьба, до 55 кг | 9      |